# José Segura Clavell
José Segura Clavell és un polític canari nascut el 4 de juliol de 1944 a Barcelona. Fill de pare canari i mare catalana, va anar a viure a les Canàries a 4 anys. Casat i amb 3 fills. És professor de Física aplicada de la Universitat de La Laguna.

## Biografia
Afiliat al PSOE des dels setanta, va ser conseller del Cabildo de Tenerife, durant els anys 1979 a 1983 i 1987 a 1991, i president del mateix organisme i de la Mancomunitat de Municipis de la província de Santa Cruz de Tenerife de l'any 1983 al 1987.
El 1989 fou escollit senador per l'illa de Tenerife, càrrec que simultaniejà amb el d'alcalde de San Cristóbal de la Laguna durant els anys 1991 a 1993, essent reelegit com a senador per a un segon mandat de 1993 a 1996.
El 1996 fou elegit diputat a la VI Legislagura, i reelegit a les VII i VIII de Les Corts espanyoles per la província de Santa Cruz de Tenerife, en aquest últim mandat va dimitir per exercir el càrrec de delegat del Govern (2004-2008), el qual va deixar per presentar-se a les eleccions generals espanyoles de 2008, en què va resultar novament elegit per a la IX. A les eleccions generals espanyoles de 2011 també va resultar electe per a la X.
Segura Clavell és autor dels llibres: 
- Problemas de termodinámica técnica (ISBN 978-84-291-4353-9) (1990)
- Termodinámica técnica (ISBN 978-84-291-4352-2) (1994) i (ISBN 978-84-7288-039-9) (1979)
- Plan estratégico de Canarias (ISBN 978-84-8382-989-9) (2009)
- Corredor de fondo (ISBN 978-84-9941-036-4) (2010).

## Reconeixements
L'agost de 2019 va ser pregoner de les Festes de la Patrona de Canàries, la Verge de Candelaria.